# Hans Stuck

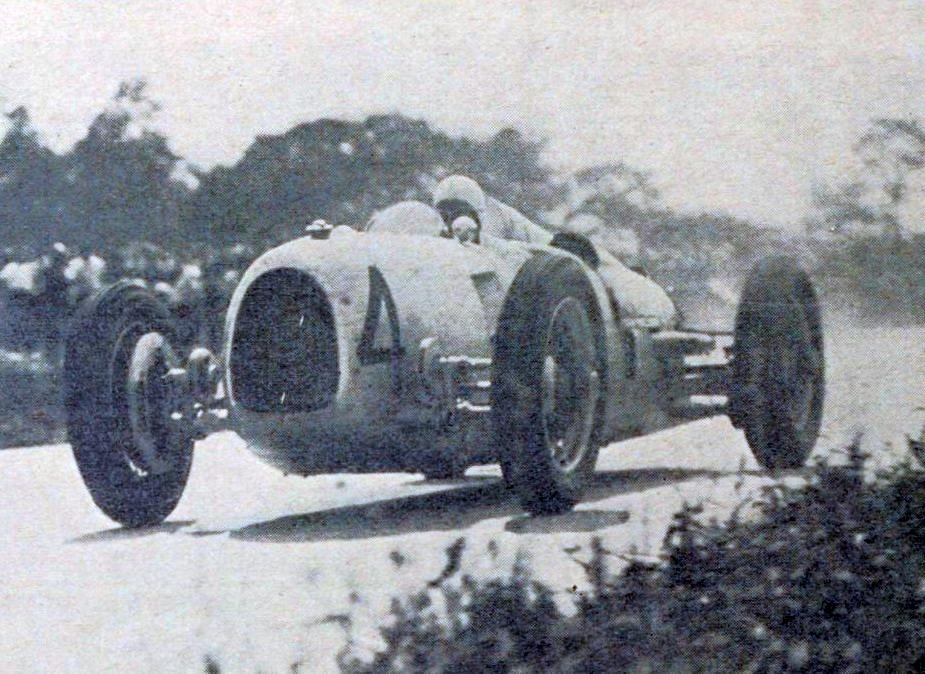
Hans Stuck en el Gran Premio de l'ACF de 1934.

Hans Stuck (Varsovia, Polonia, 27 de diciembre de 1900-Grainau, Alemania, 9 de febrero de 1978) fue un piloto de automovilismo alemán. Condujo para las «flechas plateadas» de Auto Union en la década de 1930, logrando el subcampeonato europeo en 1936. Era apodado el «Rey de la montaña» debido a sus triunfos y títulos en subidas. Continuó corriendo tras la Segunda Guerra Mundial, incluso dentro del Campeonato de Fórmula 1.

## Carrera

### Inicios
Stuck comenzó su carrera deportiva en 1923 con un Austro-Daimler. Como piloto oficial de la marca, corrió entre 1927 y 1931 y logró triunfos en subidas y tuvo sus primeras participaciones en Grandes Premios. Tras ser despedido de esta marca, corrió con un Mercedes-Benz SSKL.

### Auto Union
Para 1934, Alemania realizó grandes inversiones en Mercedes-Benz y en Auto Union para sus equipos de competición. Conocido de Adolf Hitler, Stuck fue llamado por el ingeniero Ferdinand Porsche para pilotar los Auto Union de motor trasero V16. Ese mismo año logró su primer triunfo en un GP, en el de Alemania, seguido de Suiza y Checoslovaquia, además de dos segundos puestos en Italia y en el Eifelrennen, detrás de los Mercedes-Benz.
En el año 1935 se volvió a disputar el Campeonato Europeo de Pilotos. Ganó el GP de Italia y fue segundo en Alemania, finalizando quinto en dicho campeonato. Además, siguió con sus buenos resultados en la montaña.
Para el campeonato del año siguiente, Auto Union logró superar a Mercedes. Bernd Rosemeyer se llevó el título y Stuck, que no ganó pero que subió al podio en Mónaco, Alemania y Suiza, fue segundo. Entre 1937 y 1939 no venció en carreras importantes, sumando solamente algunos podios. Por otro lado, algunas lesiones lo alejaron temporalmente de las subidas. Además, en 1938 tuvo una rotura de contrato con Auto Union, pero debido a la muerte de Rosemeyer y a la presión del gobierno nazi, fue contratado nuevamente.

### Tras la Segunda Guerra Mundial
Luego del paro por la Segunda Guerra Mundial, Stuck volvió a competir, principalmente, en Fórmula 2 y subidas. Participó en el Campeonato Mundial de Pilotos (F1) en cinco oportunidades entre 1951 y 1953 con equipos pequeños, finalizando solamente en una ocasión y fuera de puntos.
Conquistó el Campeonato Alemán de Montaña de 1960 y se retiró tres años más tarde, con más de 60 años de vida y 700 carreras disputadas.

## Vida personal

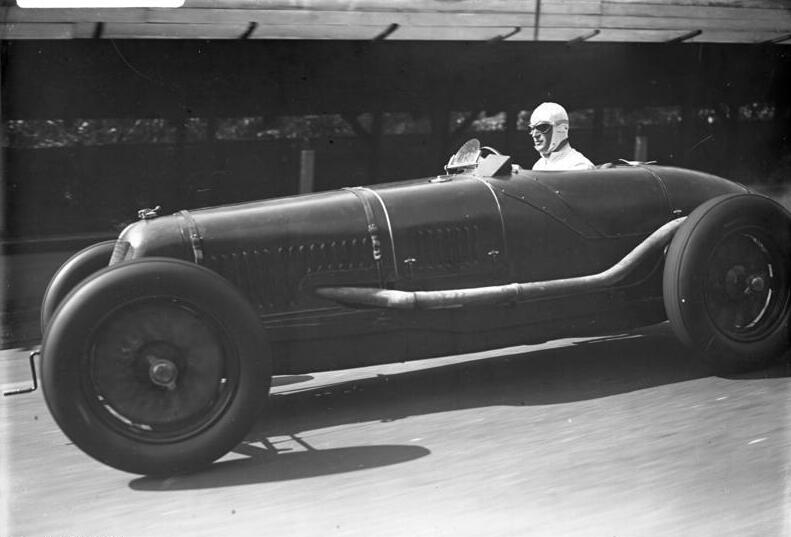
Hans Stuck conduciendo un Mercedes

Hans nació en Polonia en 1900, durante un viaje de negocios de su familia. Sirvió para el ejército alemán en la Primera Guerra Mundial. Se casó en tres ocasiones: en 1922 con Ellen Hahndorff, en 1932 con la tenista Paula von Reznicek (hija de padre judío, lo que dio problemas a la familia) y en 1948 con Christa Thielmann, con quien tuvo a su hijo y futuro piloto de carreras Hans-Joachim Stuck.
Falleció en febrero de 1978, a los 77 años de edad.

## Resultados

### Campeonato Europeo de Pilotos
(Clave) (negrita indica pole position) (cursiva indica vuelta rápida)
| Año     | Escudería     | 1     | 2       | 3       | 4       | 5      | 6     | 7       | Pos. | Puntos |
| ------- | ------------- | ----- | ------- | ------- | ------- | ------ | ----- | ------- | ---- | ------ |
| 1932    | Wilhelm Merck | ITA   | FRA     | GER DNS |         |        |       |         | NC   | 0      |
| 1935    | Auto Union AG | MON   | FRA Ret | BEL     |         |        |       |         | 5.º  | 36     |
| 1935    | Auto Union AG |       |         |         | GER 2   | SUI 11 | ITA 1 | ESP Ret | 5.º  | 36     |
| 1936    | Auto Union AG | MON 3 | GER 2   | SUI 3   | ITA Ret |        |       |         | 2.º  | 15     |
| 1937    | Auto Union AG | BEL 2 | GER Ret | MON 4   | SUI 4   | ITA 9  |       |         | 5.º  | 20     |
| 1938    | Auto Union AG | FRA   | GER 3   | SUI 4   | ITA Ret |        |       |         | 5.º  | 20     |
| 1939    | Auto Union AG | BEL   | FRA 6   | GER Ret | SUI 10  |        |       |         | 9.º  | 23     |
| Fuente: |               |       |         |         |         |        |       |         |      |        |

### Fórmula 1
(Clave) (negrita indica pole position) (cursiva indica vuelta rápida)

| Año     | Escudería      | 1       | 2   | 3   | 4   | 5   | 6   | 7       | 8       | 9      | Pos. | Puntos |
| ------- | -------------- | ------- | --- | --- | --- | --- | --- | ------- | ------- | ------ | ---- | ------ |
| 1951    | BRM Ltd        | SUI     | 500 | BEL | FRA | GBR | GER | ITA DNS | ESP     |        | NC   | 0      |
| 1952    | AFM            | SUI Ret | 500 | BEL | FRA | GBR | GER | NED     |         |        | NC   | 0      |
| 1952    | Écurie Espadon |         |     |     |     |     |     |         | ITA DNQ |        | NC   | 0      |
| 1953    | Hans Stuck     | ARG     | 500 | NED | BEL | FRA | GBR | GER Ret | SUI     | ITA 14 | NC   | 0      |
| Fuente: |                |         |     |     |     |     |     |         |         |        |      |        |